# Cơ quan Phát triển Quốc tế Hoa Kỳ
Cơ quan Phát triển Quốc tế Hoa Kỳ (tiếng Anh: United States Agency for International Development, viết tắt: USAID) là một đơn vị thuộc chính phủ Liên bang Hoa Kỳ được giao việc điều hành viện trợ dân sự của Mỹ cho nước ngoài.

## Lịch sử
Tổng thống John F. Kennedy là người đưa ra chỉ thị thành lập USAID năm 1961, kết hợp từ một số cơ quan tiền nhiệm để xúc tiến các chương trình ngoại viện do Quốc hội Hoa Kỳ thông qua. Hằng năm Quốc hội lại cập nhật hóa các điều luật chỉ định những khoản ngân sách viện trợ. Về mặt pháp lý, USAID là một cơ quan độc lập nhưng hoạt động của cơ quan này chiếu theo chính sách đối ngoại của Phủ Tổng thống, Bộ Ngoại giao và Hội đồng An ninh Quốc gia Hoa Kỳ.
Tổng thống Hoa Kỳ Barack Obama tuyên bố vào Tháng Giêng năm 2013 lòng cam kết "hợp nhất với đồng minh để diệt nghèo đói trong vòng 20 năm tới" và USAID lấy đó làm mục tiêu "hợp tác để chấm dứt cơ hàn và hỗ trợ những xã hội dân chủ năng động trong khi xây dựng an ninh và thịnh vượng cho Hoa Kỳ". USAID hoạt động ở châu Mỹ Latinh, Phi, Á, và Đông Âu.